# جنت مک‌کوردی
جنت میشل فِی مک کوردی (به انگلیسی: Jennette Michelle Faye McCurdy) (زاده ۲۶ ژوئن سال ۱۹۹۲) یک بازیگر آمریکایی فیلم و تلویزیون و نیز خواننده و ترانه‌سرا موسیقی کانتری پاپ است.
او اکنون بیشتر به اسم شخصیت تلویزیونی‌اش، سم پاکت در سریال آی کارلی در شبکه نیکلودین شناخته می‌شود.
او همچنین در سریال‌های تلویزیونی همچون زوی ۱۰۱، مالکولم در وسط، ویل و گریس، داروی قوی، قانون و سفارش :واحد قربانی ویژه، فیلم درون، جکسون باوفا، وی پی و قضاوت کردن امی نقش آورین بوده‌است.

## زندگی شخصی

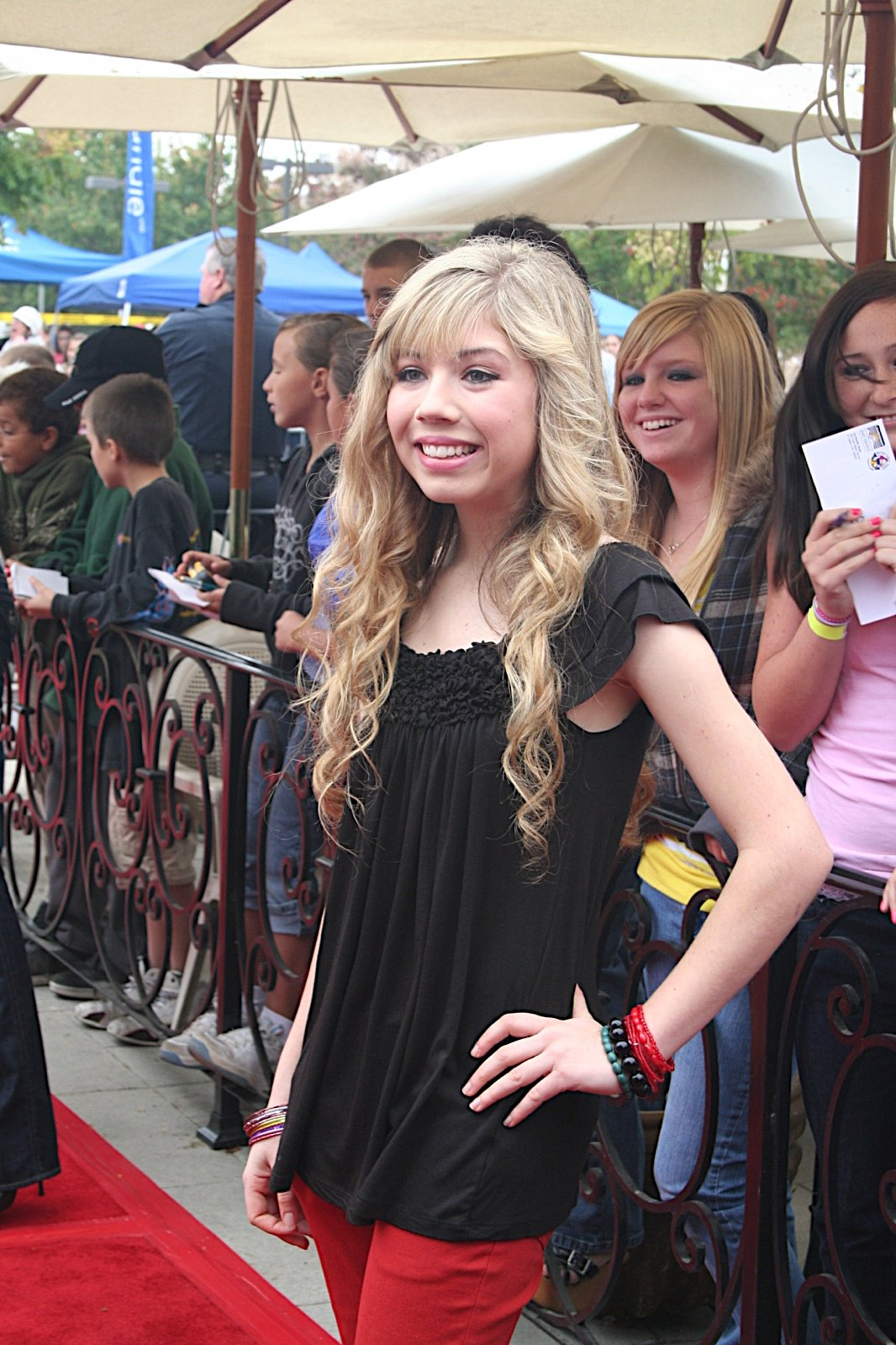
مک کوردی بر روی فرش قرمز 62امین جشنواره annual mother goose parade در سن دیگو

جنت مک کوردی متولد گاردن گرو، کالیفرنیاست، او سه برادر بزرگتر، سه سگ و دو لاک‌پشت دارد. او علاقه‌مندی به بازیگری را وقتی بدست آورد در حال تماشای بازی هریسون فورد در فیلم جنگ ستارگان بود درست بعد اینکه مادرش از بیماری سرطان بهبود یافت.

## فیلم‌شناسی
| فیلم                    | فیلم                                  | فیلم                    | فیلم                                                                        |
| سال                     | فیلم                                  | نقش                     | یادداشت                                                                     |
| ----------------------- | ------------------------------------- | ----------------------- | --------------------------------------------------------------------------- |
| ۲۰۰۱                    | سایه خشم                              | آنا مارکو               |                                                                             |
| ۲۰۰۲                    | اشک‌های دختر من                        | مری فیلدز               |                                                                             |
| ۲۰۰۳                    | آدمکشی در هالیوود                     | دختر در خانواده ون      |                                                                             |
| ۲۰۰۳                    | تیلور سیمونز                          | آماندا سیمونز           |                                                                             |
| ۲۰۰۴                    | شکست طلوع                             | دختر کوچک               |                                                                             |
| ۲۰۰۴                    | گذر ببر                               | کیلی دولان              | فیلم تلویزیونی                                                              |
| ۲۰۰۵                    | فرار آنتونی                           | لوسی                    | فیلم کوتاه                                                                  |
| ۲۰۰۶                    | به طرز مخالف                          | مدریس                   | فیلم تلویزیونی                                                              |
| ۲۰۰۷                    | آخرین روز تابستان                     | دوری سورنسون            |                                                                             |
| ۲۰۰۸                    | اثبات زمین: از ماجراهای کاپیتان ردلوک | آریا کریت               |                                                                             |
| ۲۰۰۸                    | آی کارلی: رفتن به ژاپن                | سم پاکت                 | فیلم تلویزیونی                                                              |
| ۲۰۰۹                    | آی کارلی: قرارملاقات با یک پسر بد     | سم پاکت                 | فیلم تلویزیونی                                                              |
| ۲۰۰۹                    | آی کارلی: من با شلبی مارکس می‌جنگم     | سم پاکت                 | فیلم تلویزیونی                                                              |
| ۲۰۰۹                    | آی کارلی: اخراج از آی کارلی           | سم پاکت                 | فیلم تلویزیونی                                                              |
| ۲۰۱۰                    | فرد: فیلم                             | برتا                    | فیلم تلویزیونی                                                              |
| ۲۰۱۰                    | بهترین بازیکن                         | اعجوبه                  | فیلم تلویزیونی                                                              |
| تلویزیون                |                                       |                         |                                                                             |
| سال                     | عنوان                                 | نقش                     | یادداشت                                                                     |
| ۲۰۰۰                    | مد تی وی                              | کاسیدی گیفورد           |                                                                             |
| ۲۰۰۲                    | سی اس آی                              | جکی ترنت                | قسمت: "گربه‌ها در گهواره"                                                    |
| ۲۰۰۳                    | مالکولم در وسط                        | دیزی (مؤنث دیوی)        | قسمت: "اگر پسرها، دخترها بودند"                                             |
| ۲۰۰۴                    | کارن سیسکو                            | جوزای بویل              | قسمت: "هیچ کس دختر نیست"                                                    |
| ۲۰۰۴                    | داروی قوی                             | هالی کامپوس             | قسمت: "تربیت انتخابی"                                                       |
| ۲۰۰۵                    | قانون و سفارش :واحد قربانی ویژه       | هالی پرسل               | قسمت: "واگیر دار"                                                           |
| ۲۰۰۵                    | متوسط (سریال تلویزیونی)               | سارا کروسان             | قسمت: "رمزی"                                                                |
| ۲۰۰۵                    | قضاوت کردن امی                        | آمر رِید                 | قسمت: "اسم من امی گریه"                                                     |
| ۲۰۰۵                    | مالکولم در وسط                        | پنلپ                    | قسمت: "باسیز گروگان‌گیری می‌کند"                                              |
| ۲۰۰۵                    | درون                                  | مدیسون اس تی. کلِیر      | قسمت: "همه چیز عالی است"                                                    |
| ۲۰۰۵                    | آن جا                                 | لین                     | قسمت: "موقعیت عادی"                                                         |
| ۲۰۰۵                    | زوی ۱۱۰۱۰۱                            | تریشا                   | قسمت: "دختر بد"                                                             |
| ۲۰۰۶                    | ویل و گریس                            | لیزا                    | قسمت: "دام"                                                                 |
| ۲۰۰۶                    | نزدیک به خانه (سریال تلویزیونی)       | استِیسی جانسون           | قسمت: "گریختن"                                                              |
| ۲۰۰۷                    | ارتفاع لینکلن (سریال تلویزیونی)       | بکی                     | قسمت: "خیانت" قسمت: "حقه‌ها و عملکردها" قسمت: "توقیف خانه"                   |
| ۲۰۰۷ تا ۲۰۱۲            | آی کارلی                              | سامانتا "سم" پاکت       | نقش اصلی؛ ۲۰۰۷–۲۰۱۲                                                         |
| ۲۰۰۸–۲۰۱۰               | جکسون باوفا، وی پی                    | پینکی تورزو             | قسمت: "آماندا یک گل میخک اجاره می‌کند" قسمت: "رویای واقعی"                   |
| ۲۰۰۹–۲۰۱۰               | جوایز انتخاب کودکان                   | خودش                    | (۲۰۰۹، ۲۰۱۰) برنده بهترین نمایش تلویزیونی (همراه با دیگر بازیگران آی کارلی) |
| ۲۰۱۰                    | پنگوئن‌های ماداگاسکار                  | بکی                     | قسمت:گورکن مغرور                                                            |
| در آینده اعلام خواهد شد | گلن مارتین، دی دی اس                  | در آینده اعلام خواهد شد | دوبلور                                                                      |